# SDL Trados
SDL Trados è una suite software di assistenza alla traduzione (CAT-Tool), in origine sviluppata dalla tedesca Trados e ora resa disponibile da SDL plc, un fornitore di soluzioni cloud. Viene considerato il leader di mercato nella fornitura di soluzione software di traduzione attraverso l'intero processo di traduzione tra cui traduttori privati, fornitori di servizi di traduzione, dipartimenti di lingua aziendali e istituzioni accademiche.
SDL Trados è arrivato alla versione 2024.
SDL Trados sviluppa anche strumenti per la produttività come SDL MultiTerm, SDL Passolo e SDL Language Cloud.

## Storia
Trados GmbH fu fondata come agenzia di traduzione nel 1984 da Jochen Hummel e Iko Knyphausen a Stoccarda, Germania. La società ha iniziato a sviluppare software di traduzione alla fine degli anni '80 e ha lanciato la prima versione per Windows con i due componenti principali della suite nei primi anni '90: MultiTerm nel 1992 e Translator's Workbench nel 1994. Nel 1997, la società ha ricevuto un notevole impulso quando Microsoft ha deciso di utilizzare Trados per le sue esigenze di localizzazione interna. Trados è stata acquisita da SDL nel 2005.

## Configurazione
SDL Trados Studio include una serie di applicazioni.
SDL Trados Studio
L'applicazione principale che comprende l'ambiente di traduzione, revisione, gestione progetti, utilizzo di terminologia e connessione con traduzione automatica.
SDL MultiTerm
Un sistema per gestire la terminologia integrato con SDL Trados Studio che permette di aggiungere, modificare e gestire termini.
SDL Language Cloud
Traduzione automatica direttamente accessibile da SDL Trados Studio che comprende AdaptiveMT (abilità di apprendere dal proprio lavoro) per alcune combinazioni di lingue.
SDL AppStore
SDL Trados Studio accede a una serie di app online che possono aiutare nel processo di traduzione tra cui supporto per ulteriori tipi di file ed automazione di compiti.

## Formati di file supportati
SDL Trados Studio supporta oltre 70 tipi di file tra cui vari formati  markup e formati tagged some SGML, XML, HTML, XLIFF, SDLXLIFF (formato standard di Studio), OpenDocument; file di testo; file per software come Java and Microsoft .NET; files di Microsoft come Word, Excel, Excel bilingue e PowerPoint; file di Adobe, tra cui PDF, PDF scannerizzato (con OCR incluso) FrameMaker, InDesign, e InCopy.

## Quota di mercato
Secondo un sondaggio del 2004 completato dalla World Bank, la quota di mercato di Trados si aggirava intorno al 75% a livello globale.
In un sondaggio fatto da Proz.com nel 2013, il 73% dei traduttori che hanno risposto possiede SDL Trados.